# Rubinstein
Rubinstein je lahko priimek več oseb:
- Anton Rubinstein, ruski pianist, skladatelj in dirigent.
- Akiba Rubinstein, poljski šahovski mojster.
- Arthur Rubinstein, slavni poljsko-ameriški pianist.
- Helena Rubinstein, ena najbogatejših žensk in lastnica poljsko ameriške kozmetične industrije
- John Rubinstein, igralec, pevec, skladatelj in režiser, sin pianista Arthurja Rubinsteina.
- Jon Rubinstein, računalniški inženir in avtor iPoda.
- Louis Rubinstein, a Canadian figure skater who won the first World Figure Skating
- Nikolaj Grigorjevič Rubinstein, ruski pianist in composer, mlajši brat Antona Rubinsteina